# 국립한국해양대학교
국립한국해양대학교(韓國海洋大學校, National Korea Maritime & Ocean University)는 부산광역시 영도구에 위치한 국립대학이다. 일제강점기 이후 최초로 설립된 4년제 해원(선원) 양성을 위한 고등 교육기관인 진해고등상선학교가 모태(첫 전신)이다. 해운계의 고급 인력 양성과 해운•해양 관련 과학의 연구를 교육 목표로 삼고 있다.
영문 약칭은 KMOU이며, 국문 약칭으로 해양대가 사용된다. 부설 연구기관으로 해사산업연구소, 산업기술연구소, 해양과학기술연구소, 국제해양문제연구소 등이 있다. 부속시설로 박물관, 기숙사, 실습선(한나라호, 한바다호, 해양호, 아치호), 승선생활관이 있으며, 지원시설로는 실습공장, 평생교육원, 도서관, 해양경찰교육원, 정보전산원, 한국어교육원, 운항훈련원, 실습선 및 조사선이 있다. 기업의 재교육과 기술 전수를 위한 시설로는 마린시뮬레이터센터, 국제해양정보센터, 창업보육센터, 해양항만물류센터가 있다.

## 설립 배경
1945년 8월 15일 해방 후 일제강점기 하에서 운영되던 진해고등해원양성소에 재학했던 학생들은 일본이 운영하던 학교를 철수하고 난 뒤 교사는 텅빈 채로 방치되어 있고, 관리인도 없는 상태로 방치되었던 상태에서 진해고등해원양성소의 현상황을 듣고 이를 정상화해줄 것을 요청받고 진해고등해원양성소의 운영정상화 문제를 떠맡게 된 이시형은 방상표와 함께 미군정청 교통부 수로국(선박 및 선원관리행정업무)의 책임자 Hamilton중령을 찾아가서 적산 진해고등해원양성소를 불하하여 관비학교를 설립케 해달라고 청원하였다.
1945년 9월 11일 미군정이 실시된 후 미군정청이 해방된 조선의 해군 및 선박 운행을 위해 일제에 의해 설립된 진해고등해원양성소의 재건하여 재개교해주는 개념이였고, 이시형은 1945년 11월 5일 해밀톤 중령으로부터 진해고등해원양성소의 시설과 장비 등 일체의 관리권을 이양받아 해기사양성기관을 인가받았지만, 학교 설립에 필요한 예산 등에 관하여는 그저 막연하게 적극 협조하겠다는 추상적인 약속 외에 아무런 보장도 받을 수 없었다. 그도 그럴 것이 미군정은 갑작스러운 일본의 무조건 항복으로 점령군의 입장에서 군정을 실시했으나, 군정 시행에 필요한 예산 등 물적인 보장은 현지에서 적당히 알아서 해결할 수밖에 없는 상황이었기 때문이다. 해방 후 혼란과 산적한 난제 속에서도 1946년 1월 5일 항해과, 기관과 각 40명을 선발하여 1946년 1월 5일에 입학식을 거행하였다. 그래서, 진해고등상선학교의 설립은 해방 후 어렵고 힘든 여건 하에서 이시형 박사의 눈물겨운 노력의 산물이였다. 한국해양대학교는 이시형 박사에 대해 한국해양대학교의 전신인 진해고등상선학교의 설립자로 부르고 있다.

## 설립 목적
대한민국의 교육이념에 입각하여 해양 입국을 선도하는 교육·연구중심대학으로 관련 학술의 심오한 이론과 그 응용 방법을 교수·연구하고, 아울러 훌륭한 인격과 건전한 사상을 갖춘 인재를 양성함을 목적으로 한다.

## 연혁
- 1919년: 진해고등해원양성소 설립 - 한국해양대학교의 모태
- 1945년 11월 5일: 경상남도 진해에서 미군정청 교통부 수로국 관할 진해고등상선학교로 개교
- 1946년 1월 5일: 통영상선학교와 병합
- 1946년 8월 15일: 진해해양대학으로 교명 개칭
- 1947년 1월 30일: 인천해양대학과 병합하면서 국방부 소속 국립해양대학으로 교명 변경
- 1947년 5월 5일: 인천에서 군산으로 이전
- 1949년 2월 15일: 국방부에서 교통부 소속으로 변경
- 1953년 10월 5일: 군산에서 부산으로 이전(경상남도 부산시 거제동 664번지)
- 1955년 2월 17일: 교통부에서 상공부 소속으로 변경
- 1955년 11월 25일: UNKRA 자금으로 경상남도 부산시 영도구 동삼동 618번지 신축교사로 이전(現 부산남고등학교 영도교사)
- 1956년 7월 14일: 상공부에서 문교부 소속 한국해양대학으로 개편
- 1960년 4월 16일: 대학원 개설인가
- 1974년 6월 1일: 현 위치(부산직할시 영도구 동삼동 1번지) 로 이전
- 1991년 10월 22일: 한국해양대학교(종합대학)로 승격
- 1998년 3월 30일: 해양경찰교육원 개원
- 1999년 11월 2일: 해양관리기술대학원 설립인가
- 2004년 10월 3일: 교육대학원 신설인가
- 2006년 2월 17일: 실습선 한바다호 취항
- 2007년 1월 29일: 산학연기술지원센터 설립
- 2018년 : 교육부 대학기본역량진단평가 결과 역량강화대학 선정 및 조건부 일반재정지원[3]

## 역대 총장
- 1대 이시형(1945.11.05 ~ 1947.06.02)
- 2대 황인식(1947.06.03 ~ 1949.03.04)
- 3대 이시형(1949.03.05 ~ 1950.05.03)
- 4대 황부길(1950.05.04 ~ 1951.08.02)
- 5대 이시형(1951.08.03 ~ 1953.06.30)
- 6대 황부길(1953.07.01 ~ 1955.07.11)
- 7대 이시형(1955.07.12 ~ 1956.07.14)
- 사무취급 이시형(1956.09.21 ~ 1956.11.27)
- 8대 신성모(1956.11.28 ~ 1960.05.29)
- 서리 송용기(1960.06.18 ~ 1960.08.03)
- 9대 윤상송(1960.08.14 ~ 1962.06.07)
- 직무대리 송용기(1962.06.18 ~ 1962.10.24)
- 직무대리 이성복(1962.10.25 ~ 1962.12.30)
- 10대 이동철(李鐘澈)(1962.12.31 ~ 1963.07.21)
- 사무취급 이성복(1963.07.22 ~ 1963.09.15)
- 11대 손태현(孫兌鉉)(1963.09.16 ~ 1967.12.31)
- 12대 이준수(李俊秀)(1968.01.01 ~ 1971.12.31)
- 13대 이준수(李俊秀)(1972.01.01 ~ 1975.12.31)
- 14대 홍영표(洪永杓)(1976.01.01 ~ 1979.12.31)
- 15대 홍영표(洪永杓)(1980.01.01 ~ 1981.07.24)
- 16대 신민교(辛玟敎)(1981.07.25 ~ 1985.07.24)
- 17대 양시권(梁時權)(1985.07.25 ~ 1989.07.24)
- 직무대리 김춘식(金春植)(1989.07.25 ~ 1989.08.22)
- 18대 하주식(河注植)(1989.08.23 ~ 1992.02.28)
- 초대 총장 전효중(全孝重)(1992.03.01 ~ 1996.02.29)
- 2대 총장 조경식(曺京植)(1996.03.01 ~ 2000.02.29)
- 3대 총장 박용섭(朴容燮)(2000.03.01 ~ 2004.02.29)
- 4대 총장 김순갑(金順甲)(2004.03.06 ~ 2008.03.05)
- 5대 총장 오거돈(吳巨敦)(2008.03.06 ~ 2012.03.05)
- 6대 총장 박한일(朴漢一)(2012.03.06 ~ 2016.03.05)
- 7대 총장 박한일(朴漢一)(2016.08.16 ~ 2019.05.30)
- 8대 총장 도덕희(都 德 熙)(2019.11.08 ~ 2023. 11. 07)
- 9대 총장 류동근(柳 東 瑾)(2024.02.13 ~ 현재)

## 교육편제

### 학부
| 해사대학 | 해양과학기술대학 | 공과대학 | 국제대학 | 해양군사대학                                               |
| --- | --- | --- | --- | ---------------------------------------------------------- |
| - 해사수송과학부 - 해사경영과학전공 - 해사법무정책전공 - 해상보험전공 - 기관시스템공학부 - 동력기계시스템전공 - 선박기계·에너지시스템전공 - 선박전기전자제어전공 - 항해학부 - 선박운항관리전공 - 해상교통정보전공 - 해사안전정책전공 - 기관공학부 - 기계융합기술전공(MFT전공) - 친환경선박전공(GST전공) - 해사자동화전공(MAT전공) - 해양경찰학과 - 해양플랜트운영학과 - 해사IT공학부 - 해사글로벌학부 - 해사문화전공 - 해사교섭전공 - 선박운항과 | - 조선해양시스템공학부 - 조선해양시스템공학전공 - 해양공학과 - 에너지자원공학과 - 해양환경학과 - 해양생명과학부 - 해양생물공학전공 - 수산바이오공학전공 - 해양공간건축학과 - 해양체육학과 | - 기계공학부 - 기계시스템공학전공 - 냉동공조·에너지시스템공학전공 - 조선기자재공학전공 - 전자전기정보공학부 - 전기전자공학전공 - 전자통신공학전공 - 전자소재공학전공 - IT공학부 - 제어자동화공학전공 - 컴퓨터정보공학전공 - 제어자동화공학부 - 제어계측공학전공 - 해양IT융합전공 - 물류시스템공학과 - 전파공학과 - 데이터정보학과 - 환경공학과 - 건설공학과 | - 해운경영학부 - 해운경영학전공 - 해운경영정보학전공 - 해사법학부 - 법학전공 - 해사법전공 - 국제무역경제학부 - 국제무역학전공 - 경제학전공 - 해양금융전공 - 국제통상학과 - 해양행정학과 - 영어영문학과 - 동아시아학과 - 유럽학과 - 교직과 - 경제산업학부 | - 해양군사학부 - 항해·기관운용전공 - 해양구조·수중기술전공 |

### 대학원
- 일반대학원
- 해사산업대학원
- 해양과학기술전문대학원
- 교육대학원

## 캠퍼스 풍경

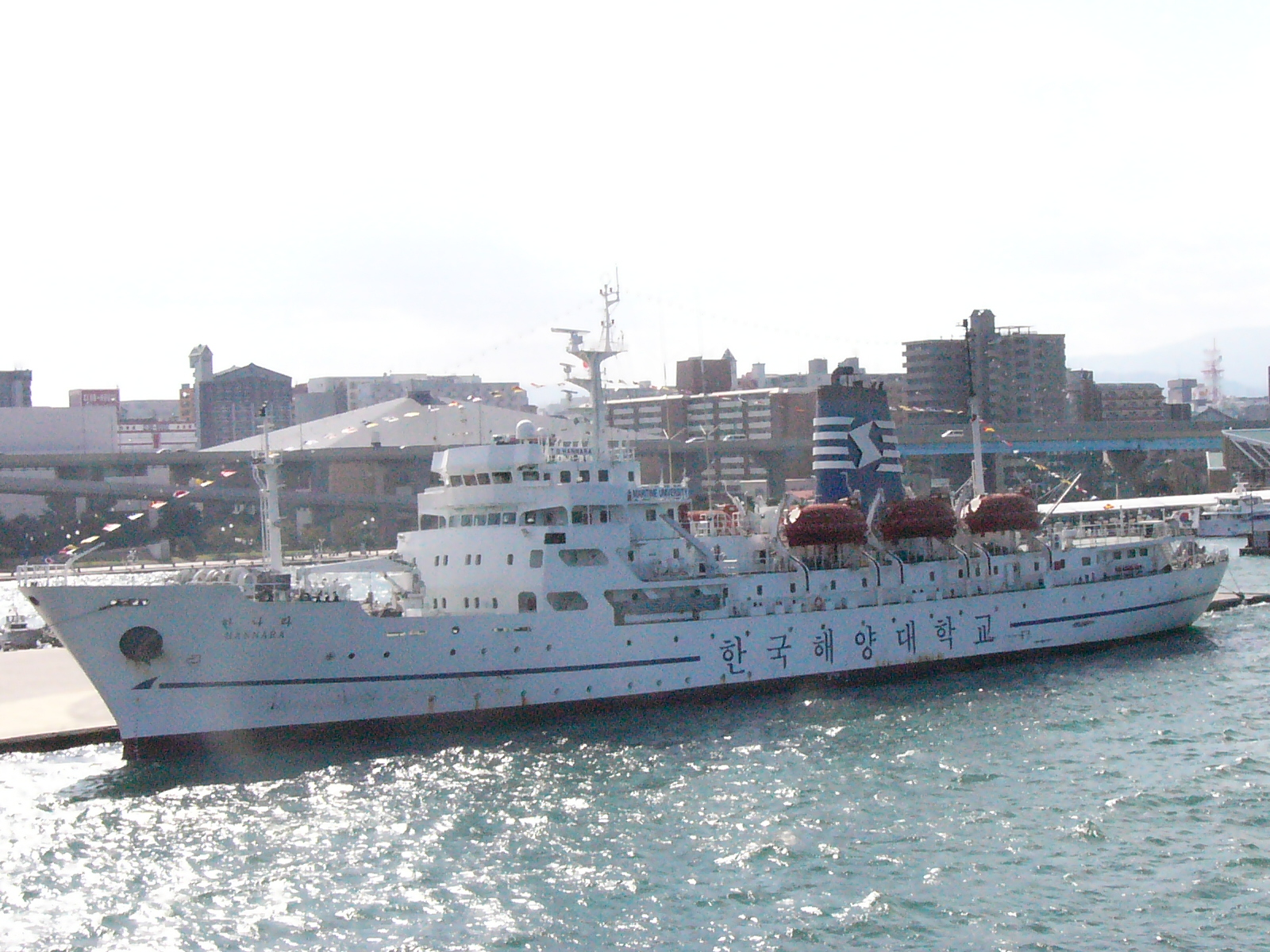
한국해양대학교 실습선 '한나라호'

- 정보전산원
- 운항훈련원
- 승선생활관
- 학생생활관
- 실습공장
- 박물관
- 평생교육원
- 국제교류교육원
- 종합인력개발원
- 기록관
- 마린시뮬레이션센터
- 해양벤처진흥센터

### 연구 시설
- 해사산업연구소
- 산업기술연구소
- 해양과학기술연구소
- 세계해양발전전략연구소
- 국제해양문제연구소
- 국제해양정보센터
- 동북아해운항만물류연구센터
- 화합물반도체공정교육센터
- 원전기자재연구센터
- 수중운동체특화연구센터
- 중소기업산학협력센터
- 해양과학교육센터
- 차세대IT선박융합기술센터
- 해양영토전략연구센터
- 한중해사법연구센터
- 첨단마린조명연구센터
- KMU영어교육연구센터
- 조류발전원천기술연구센터
- 글로벌선도해양플랜드인재양성센터

## 논란

### 한국해양과학기술원 설립 논란
박희태 국회의장이 2011년 7월 28일 한국녹색과학기술원(GREENTECH)과 해양키오스트(KIOST) 설립을 위한 법안을 대표 발의했다. 현직 국회의장이 직접 법안을 대표 발의하는 것은 1954년 12월 당시 이기붕 국회의장이 정부조직법 개정안을 발의한 이후 57년만이다. 법안은 부산 해양대학교와 이 지역으로 이전하는 해양연구원 및 해양수산개발원으로 통합해 한국해양과학기술원을 설립, 박사·석사·학사 학위 과정을 운영하도록 했으며 해양과학기술원의 설립·운영 근거와 함께 기관 통합에 따르는 승계사항 등을 다루고 있다.
2011년 8월 1일 반발 여론이 거세자 박 의장측은 이 법안에 대해 사실상 철회 입장을 밝혔다. 박 의원측이 철회 수순으로 가닥을 잡게 된 배경엔 통합 대상인 한국해양대와 주무 부처인 국토해양부가 강력한 반대 입장을 밝히고 있고 법안을 만드는 과정에도 문제가 있었다는 지적이 제기되었다. 법안을 공동 발의했던 한 의원실 관계자는 이날 통화에서 “우리에게 법안이 왔을 때는 ‘한국해양대’의 폐지 규정이 없었다. 한국해양대 폐지 규정은 법안에 서명한 이후 생긴 것”이라며 “이에 대한 의원들 간 조율이 어려워지면서 (박 의장측에서) 법안 철회 결정을 취한 것으로 안다”고 전했다.
2011년 8월 1일 부산광역시는 보도자료를 통해‘한국해양과학기술원법(안)’에 대해 우리나라의 해양 인력양성과 해양분야 연구개발에 있어 중추적인 역할을 담당하는 기관들의 급격한 변화를 가져오는 입법화를 충분한 논의나 사전검토 없이 추진하는데 대해 심각한 우려를 표한다고 밝혔다.
2011년 8월 24일 한국해양연구원연구발전협의회는 성명서를 통해 “한국해양과학기술원 설립은 해양연구원을 한국해양대학교에 귀속시키려는 것으로 수용할 수 없다”고 주장했다. 한국해양연구원연구발전협의회는 해양연 정규직 연구원들의 모임으로 회원 수는 143명이다.
2011년 8월 29일 국토해양부는 한국해양대학교와는 별도로 한국해양연구원을 기존 정부출연법에 의한 연구소에서 개별법에 근거한 독립법인 연구기관으로 전환할 계획이라고 밝혔다.
2011년 9월 27일 부경대학교 교수회, 직원협의회, 총학생회, 총동창회는 "특정대학만 참여하는 졸속 계획"이라며 반대성명을 발표했다. 성명에서 이들 단체는 "해운이 특성화된 특정대학만 참여하는 한국해양과학기술원 설립안은 해운이 마치 해양과학의 전부라는 잘못된 인식을 바탕으로 추진된 것"이라고 주장하였다.

### 해양군사대학 신설
2011년 7월 15일 대한민국 해군과 장기복무 현역 군인 및 군무원의 전문지식과 전투능력 향상을 위해 단과대학 형태로 개설되는 국내 최초의 계약학과인 해양군사대학을 설치하기로 했다.
한국해양대와 해군이 합동운영위원회를 조직하여 운영되며 학사과정의 해양군사학부(정원 40명ㆍ해양구조전공, 항해기관운용전공)와 석ㆍ박사 과정의 대학원(정원 각10명ㆍ해양군사학과)으로 구성된다. 정원은 향후 양기관의 협의를 통해 더 확대될 수 있다. 예비역 해군제독을 해양군사대학장으로 두고 해양대 전임교원과 해군, 민간기관 전문가로 이뤄진 강사진이 진해 해군기술행정학교 등에서 강의할 계획이다. 학생은 매년 해군의 추천과 한국해양대의 심의를 거쳐 선발된 군 위탁생으로, 학사과정에 부사관 및 군무원, 석사과정에 장교 및 군무원, 박사과정에 장교가 입학하도록 한다.

### 대한민국 최초 4년제 국립대학 여부 논란
한국해양대학교는 대학 내에서 "진해고등해원양성소의 선배들을 동문으로 인정하고 한국해양대의 역사를 일제시대의 <진해고등해원양성소>로 소급할 것"인지 "한국해양대학교 전신인 <진해고등상선학교>가 개교한 1945년 11월 5일로 할 것"인지 대학역사 논쟁을 <진해고등상선학교의 개교시점>으로 하기로 결정하고 오거돈 총장 취임 이후 대한민국 최초의 4년제 국립대학이라고 주장하고 있다.
진해고등상선학교는 그 당시 '대학'으로 인정을 받지 못하였고(진해고등상선학교가 그 모델로 하고 있는 일본의 동경고등상선학교가 일본의 대학령에 의해 '동경고등상선대학'으로 승격된 것이 1949년이였고, '고베고등상선학교'가 '고베상선대학'으로 된 것이 1952년인데, 진해고등상선학교는 상선대학으로 승격되는 과정이 없었음), 1946년 미군청의 대학령이나 정부 수립 후 1949년 교육법에 의한 '대학'의 범위에도 포함되지 않았으며, 1953년에 제정된‘국립학교시행령’상의‘국립대학’에도 포함되지 않았으므로 대학의 지위를 인정할 수 없고, 문교부 비인가대학으로 교통부 또는 국방부 관할 교육기관으로 있다가 정규대학은 1956년 7월 14일에 비로소 정식 국립대학이 되었다. 따라서, 교통부 수로국 인가로 최초로 설립된 고등해원양성기관이라고 부를 수는 있어도 '대학'이라는 명칭을 쓸수가 없다. 당시 문교부는 교육법 제108조에 의거 "대학은 사회 발전에 필요한 학술의 이론과 교수연구 등을 하여 지도적 인격도야를 목적으로 하는 교육기관"이라야 하는데 직업교육을 목적으로 하는 해양대는 이에 모순되어 대학인가를 하지 않고 있었다. 대학설립인가는 교통부 관할, 국방부 관할로 마음대로 설립인가할 수 있는 것이 아니라 미군정청 문교부(1946년 3월 학무국에서 승격)의 전속관할이였다. 문교부 또한 1947년 10월 15일자로 대학령에 의해 고등교육기관인 대학으로 정식인가된 곳은 26개교 뿐이므로 일반 국민들은 비인가 대학들과 혼동하지 말 것을 주문하고 있었다. 이에 따르면 우리나라에서 정식 고등교육기관으로 인정된 26개 대학중에서 국립대학은 국립서울대학교(종합), 국립부산대학교(종합), 대구사범대학(전문학교에서 단과대학으로 승격)과 대구농과대학(전문학교에서 단과대학으로 승격) 4곳에 불과(대구의과대학은 도립)했으므로 일제강점기에서 관립전문학교로 설립된 후 1946년 9월 국립대학으로 승격된 2곳과 정부가 독자적으로 세운 부산대학교(1946년 5월15일)과 서울대학교(1946년 8월 22일) 2곳 뿐이였다.
미군정기 대학교육(고등교육)을 관장하던 문교부는‘상선학교’를 대학으로 인정하지 않았고(정부 수립 후 정부조직법 제25조에 의해 교육, 과학, 기술, 예술, 체육 기타 문화 각 부분에 관한 사무관리는 문교부 장관이 담당하므로 대학승격 여부 및 대학명칭 부여는 그 당시 대학교육(고등교육)을 관장하던 문교부의 전담 관할이였는데, 체신부 및 교통부 해무청에서 정부조직법과 교육법을 공공연히 위반해 가면 각기 대학이란 명칭을 사칭하여 학생을 모집시키고 취학시켰는데, 여기에 해당하는 학교는 체신대학, 항공대학, 해양대학이였다. 그래서, 문교부에서는 대학설립기준령에 위배된 각 부소속 비인가 대학에 대해 대학명칭 사용금지를 통첩하기도 했다. 단지 교통부 수로국 관할 해원기술자를 양성하는 교육기관으로써 지금의 고등학교 정도의 교육과정을 담당하던 것으로 파악했고, 이후 진해고등상선학교는 문교부로부터 대학으로 승격도 받지 않고 1946년 대학령의 근거도 없이 ‘진해고등상선학교’를‘진해해양대학’으로 스스로 ‘대학’명칭으로 개칭하였고, 인천해양대학과 통합하여 1947년 1월 ‘국립해양대학’ 출범 후 대학과정 정도를 교육하던 해원양성기관으로 여겼지만(그 당시 두 대학 모두 문교부 비인가대학이였음), 1948년 제정된 교육법에 의한 정규대학으로는 인가하지 않았다. 또한, 1948년 대한민국정부 수립 후 문교부는 국립대학 신설을 억제했던 까닭에 국립대학으로 승격되지 못하였고, 다만 교통부 관할의‘해원양성기관’또는 국방부 관할의‘상선사관학교’형식으로‘국립해양대학’이라는 명칭에 불구하고 1948년에 제정된 교육법에 의한 정규대학이라고 할 수는 없었다. 결국 문교부는 교육법 제108조에 의거 "대학은 사회 발전에 필요한 학술의 이론과 교수연구 등을 하여 지도적 인격도야를 목적으로 하는 교육기관"이라야 하는데 이에 모순되고, 인가없이 대학 명칭을 사용하는 기관에 대해 단순한 기술자 양성소에 지나지 않는 데 기술자 양성소에서 대학을 사칭하고 있다고 하면서 교육법 제90조 및 제91조에 의해 단호한 행정처분을 해야 되지만 수차례 걸쳐 당해부처에 대학명칭을 사용하지 말 것을 통첩하였다고 한다.
그 후 1953년 제정된 ‘국립학교시행령’에도 ‘국립해양대학’은 국립학교의 범위에 들어가지 않았고, 1956년 7월 14일 우리나라 고등교육(대학교육)을 관장하는 문교부 관할로 이관된 이후 ‘국립학교시행령에 의한 국립대학’에 포함되었다. 즉, 한국해양대학교는 “국립학교시행령에 의한 국립대학”으로서의 지위는 1955년 11월 국무회의의 의결을 거쳐 이승만 대통령의 재가를 받아 승인하고, 1956년 7월 14일 비로소 교육법에 의한 정식 국립대학이 되었다. 그 이전에는‘해원양성기관(교통부 관할)’ 또는‘상선사관학교(국방부 관할)’로 성격이 규정되어 있었다.

## 같이 보기
- 해양대학 축구단
- 목포해양대학교
- 조도 (부산)
- 이한림#한국해양대학교 한림제